# بيغوي لوييندولا
بيغوي ماكاندا لوييندولا (بالفرنسية: Peguy Luyindula)‏ (25 مايو 1979 في كينشاسا) لاعب كرة قدم فرنسي ذو أصول زائيرية يلعب حاليا لصالح نادي الدرجة الأولى باريس سان جيرمان الفرنسي في مركز المهاجم .

## المسيرة الرياضية مع الأندية
بدأ لوييندولا مسيرته الرياضية في نادي نيورت وفي أول موسم له استطاع تسجيل 8 أهداف مما لفت أنظار مسئولي نادي ستراسبورغ الذي تعاقد معه في سنة 1998 واستطاع أن يسجل 19 هدف في 4 سنوات . واصل لوييندولا مرحلة تطوره بالانتقال إلى نادي ليون في يناير 2005 مقابل 5.5 مليون جنيه إسترليني . بتسجيله 6 أهداف ساهم في فوز فريق ليون ببطولة دوري الدرجة الأولى للمرة الرابعة على التوالي . بقي في النادي موسمين تاليين وساهم بالفوز ببطولة الدوري أيضا . بعدما وافق نادي مرسيليا التخلي عن المهاجم العاجي ديديه دروغبا لصالح نادي تشيلسي الإنجليزي مقابل 24 مليون جنيه إسترليني قرر مسئولوه البحث عن مهاجم بديل ووجدوا ضالتهم في لوييندولا حيث نجحوا في إتمام الصفقة بقيمة 7.5 مليون جنيه إسترليني .

## المسيرة الرياضية مع المنتخبات
شارك لوييندولا في 6 مباريات دولية مع منتخب فرنسا مسجلا هدف واحد اعتبارا من سنة 2004 .

## روابط خارجية
- بيغوي لوييندولا على موقع الاتحاد الدولي (مؤرشف)  (الإنجليزية)
- بيغوي لوييندولا على موقع رابطة كرة القدم الفرنسية للمحترفين (الإنجليزية)
- بيغوي لوييندولا على موقع الدوري الأمريكي (الإنجليزية)
- بيغوي لوييندولا على موقع قاعدة بيانات كرة القدم.إي يو (الإنجليزية)
- بيغوي لوييندولا على موقع بيانات كرة القدم. دي إي (الألمانية)
- بيغوي لوييندولا على موقع ليكيب (الفرنسية)
- بيغوي لوييندولا على موقع ناشيونال فوتبول تيمز (الإنجليزية)
- بيغوي لوييندولا على موقع Soccerway.com (الإنجليزية)
- بيغوي لوييندولا على موقع عالم كرة القدم.نت (الإنجليزية)